# Hey Now (песня London Grammar)
«Hey Now» — сингл британской группы London Grammar с их дебютного студийного альбома If You Wait, выпущенный в Великобритании 16 марта 2014 года. Он достиг пика на 37-м месте в UK Singles Chart, а также попал в чарты Франции.

## Видеоклип
Видеоклип на песню был выпущен на YouTube 19 февраля 2014 года общей продолжительностью три минуты и тридцать три секунды. По состоянию на май 2020 года он набрал более 27 миллионов просмотров.

## Трек-лист
| №  | Название                          | Длительность |
| -- | --------------------------------- | ------------ |
| 1. | «Hey Now»                         | 3:27         |
| 2. | «Hey Now» (Arty Remix)            | 5:55         |
| 3. | «Hey Now» (Tensnake Remix)        | 6:27         |
| 4. | «Hey Now» (Bonobo Remix)          | 5:45         |
| 5. | «Metal & Dust» (Studio Recording) | 2:50         |

## Использование
Российский диджей Arty сделал ремикс на песню, он звучит в саундтреке гоночной видеоигры Forza Horizon 2 2014 года и воспроизводится на внутриигровой радиостанции «Horizon Bass Arena». В сентябре 2015 года ремикс-версия песни от диджея The Shoes была использована в рекламном ролике аромата Dior с Шарлиз Терон. Ремикс Arty также звучит в телесериале «Нормальные люди».

## Чарты
| Чарт (2014)                     | Высшая позиция |
| ------------------------------- | -------------- |
| Франция (SNEP)                  | 45             |
| Шотландия (OCC Scotland)        | 37             |
| Великобритания (OCC UK Singles) | 37             |

## Сертификации
| Регион                                                                      | Сертификация | Продажи |
| --------------------------------------------------------------------------- | ------------ | ------- |
| Великобритания (BPI)                                                        | Золотой      | 400 000 |
| Данные о продажах + прослушиваниях приведены только на основе сертификации. |              |         |